# 桃西街道
桃西街道，是中华人民共和国黑龙江省七台河市桃山区下辖的一个乡镇级行政单位。

## 行政区划
桃西街道下辖以下地区：
广平社区、冬雪社区和夏日社区。